# Drumometer
O Drumometer é um aparelho que, usando sensores especiais, permite medir a velocidade de um baterista, tanto das mãos quanto dos pés, através da contagem do número total de batidas realizada pelo mesmo num período de tempo pré-definido.. O primeiro protótipo do aparelho foi criado em 1999 pelos bateristas americanos Boo McAfee e Craig Alan Kestner. Foi apresentado pela primeira vez na convenção PASIC em Columbus, Ohio. Tendo recebido muitos comentários positivos sobre o novo dispositivo, Boo e Craig continuaram a trabalhar no protótipo, e em 2000 a primeira versão em massa estava à venda.
O Drumometer é aceito e usado tanto pelo Guinness Book quanto pela organização do WFD World's Fastest Drummer Extreme Sport Drumming como o aparelho oficial para se mensurar resultados. Além de ser usados em competições, o aparelho é comumente usado por educadores e bateristas profissionais para aulas regulares com seus alunos, já que ele permite que você registre as conquistas do baterista, monitorando, assim, seu progresso técnico.